# 16 tháng 1
Ngày 16 tháng 1 là ngày thứ 16 trong lịch Gregory. Còn 349 ngày trong năm (350 ngày trong năm nhuận).

## Sự kiện
- 27 TCN – Viện nguyên lão ban tước Augustus cho Gaius Julius Caesar Octavianus, đánh dấu sự khởi đầu của Đế quốc La Mã.
- 881 – Sau khi chiếm được kinh thành Trường An của triều Đường, Thủ lĩnh nổi dậy Hoàng Sào lên ngôi hoàng đế tại Hàm Nguyên điện, đặt quốc hiệu là Đại Tề, cải nguyên Kim Thống, tức ngày Nhâm Thìn (13) tháng 12 năm Canh Tý.
- 929 – Emir Abd-al-Rahman III thành lập nên Đế quốc Córdoba.
- 1492 – Ngữ pháp đầu tiên của tiếng Tây Ban Nha được đệ trình cho Nữ vương Isabel I của Castilla.
- 1547 – Ivan IV trở thành sa hoàng của Nga.
- 1556 – Felipe II trở thành quốc vương của Tây Ban Nha.
- 1605 – Tác phẩm Đôn Kihôtê của nhà văn Miguel de Cervantes được phát hành lần đầu tại Madrid.
- 1780 – Cách mạng Mỹ: Hải quân Anh Quốc đánh bại Hải quân Tây Ban Nha trong Hải chiến Cape St. Vincent ở tại vùng biển ngoài khơi Bồ Đào Nha.
- 1786 – Một thủ lĩnh Thiên Địa hội là Lâm Sảng Văn tuyên bố phản lại triều đình, mở đầu một cuộc khởi nghĩa quy mô lớn chống lại nhà Thanh trên đảo Đài Loan.
- 1900 – Thượng viện Hoa Kỳ thừa nhận hiệp ước Anh-Đức năm 1899 mà theo đó Anh Quốc từ bỏ tuyên bố chủ quyền đối với quần đảo Samoa.
- 1909 – Đoàn thám hiểm của Ernest Shackleton tìm thấy Cực Nam từ.
- 1917 – Bộ trưởng Ngoại giao Đức gửi cho Đại sứ Đức tại Mexico một bức điện, yêu cầu xúc tiến thành lập đồng minh Đức-Mexico chống Hoa Kỳ, tuy nhiên mã bức điện bị tình báo Anh Quốc thu được.
- 1920 – Hội nghị hội đồng đầu tiên của Hội Quốc Liên được tổ chức tại Paris.
- 1956 – Tổng thống Gamal Abdel Nasser của Ai Cập thề tái chinh phục Palestine.
- 1969 – Sinh viên người Tiệp Khắc Jan Palach tự thiêu tại Praha nhằm phản đối việc Liên Xô dập tắt Mùa xuân Praha vào năm trước.
- 1979 – Cách mạng Hồi giáo Iran: Shah Mohammad Reza Pahlavi cùng gia đình dời khỏi Iran và di chuyển tới Ai Cập.
- 1987 – Do phản đối "tư sản giai cấp tự do hóa", Tổng bí thư Hồ Diệu Bang của Đảng Cộng sản Trung Quốc bị buộc phải từ chức, Triệu Tử Dương trở thành quyền Tổng bí thư.
- 2001 – Tổng thống Cộng hòa Dân chủ Congo Laurent-Desire Kabila bị một trong số các cận vệ của ông ám sát, ông được tuyên bố qua đời hai ngày sau đó.
- 2006 – Ellen Johnson Sirleaf tuyên thệ nhậm chức tổng thống của Liberia. Bà là nữ nguyên thủ quốc gia đầu tiên của một quốc gia châu Phi.
- 2013 – Khoảng 41 người lao động ngoại quốc bị bắt làm con tin trong một cuộc tiến công tại thị trấn In Amenas, Algeria.

## Sinh
- 972 – Da Luật Long Tự, tức Liêu Thánh Tông, hoàng đế của triều Liêu/Khiết Đan, tức ngày Kỉ Sửu (27) tháng 12 năm Tân Mùi (m. 1031)
- 1624 – Pierre Lambert de la Motte, giám mục người Pháp (m. 1679)
- 1728 – Niccolò Piccinni, nhà soạn nhạc người Ý (m. 1800)
- 1815 – Henry W. Halleck, tướng lĩnh người Mỹ (m. 1872)
- 1900 – Edith Frank-Holländer, nạn nhân diệt chủng người Do Thái (m. 1945)
- 1901 – Fulgencio Batista, sĩ quan quân đội và chính trị gia người Cuba, tổng thống của Cuba (m. 1973)
- 1912 – Trần Duy Hưng, bác sĩ, chính trị gia người Việt Nam (m. 1988)
- 1916 – Nguyễn Văn Vỹ, tướng lĩnh người Việt Nam
- 1928 – Hà Ân, nhà văn người Việt Nam (m. 2011)
- 1932 – Dian Fossey, nhà động vật học người Mỹ (m. 1985)
- 1940 – Reinhart Ahlrichs, nhà hóa học người Đức
- 1943 – Ngụy Văn Thà, sĩ quan hải quân Việt Nam Cộng hòa (m. 1974)
- 1945 – Birte Tove, diễn viên người Đan Mạch (m. 2016)
- 1946 – Trần Thị Trung Chiến, chính trị gia người Việt Nam
- 1968 – Tô Ngọc Hoa, diễn viên người Hồng Kông
- 1974 – Johnny Trí Nguyễn, diễn viên người Việt-Mỹ
- 1979
  - Aaliyah, ca sĩ, vũ công, diễn viên người Mỹ (m. 2001)
  - Muntadhar al-Zaidi, nhà báo người Iraq
- 1980 – Seydou Keita, cầu thủ bóng đá người Mali
- 1981
  - Bobby Zamora, cầu thủ bóng đá người Anh
  - Mỹ Tâm, ca sĩ người Việt Nam
- 1985 – Pablo Zabaleta, cầu thủ bóng đá người Argentina
- 1987 – Quỳnh Anh, ca sĩ người Bỉ gốc Việt
- 1988 – Nicklas Bendtner, cầu thủ bóng đá người Đan Mạch
- 1996 – Jennie, ca sĩ người Hàn Quốc, thành viên của nhóm nhạc Blackpink
- 1998 – Boo Seungkwan, ca sĩ người Hàn Quốc, thành viên của nhóm nhạc Seventeen
- 2009 – Na Haeun, ca sĩ vũ công người Hàn Quốc

## Mất
- 1262 – Thân Loan, hòa thượng người Nhật Bản (s. 1173)
- 1710 – Higashiyama, thiên hoàng của Nhật Bản, tức 17 tháng 12 năm Kỉ Sửu (s. 1675)
- 1794 – Edward Gibbon, sử gia và chính trị gia người Anh (s. 1737)
- 1886 – Amilcare Ponchielli, nhà soạn nhạc người Ý (s. 1834)
- 1892 – Kraft zu Hohenlohe-Ingelfingen, tướng lĩnh Phổ (s. 1827)
- 1914 – Ito Sukeyuki, sĩ quan quân đội người Nhật Bản (s. 1843)
- 1942 – Carole Lombard, diễn viên người Mỹ (s. 1908)
- 1959 – Phan Khôi, nhà báo, tác gia người Việt Nam (s. 1887)
- 1969 – Jan Palach, người đấu tranh vì tự do người Séc (s. 1948)
- 1976 – Phạm Hán Kiệt, tướng lĩnh người Trung Quốc (s. 1894)
- 1981 – Bernard Lee, diễn viên người Anh (s. 1908)
- 1984 – Kenneth Arnold, phi công và doanh nhân người Mỹ (s. 1915)
- 1989 – Noriaki Kakyoin, nhân vật trong Jojo's Bizarre Adventure: Stardust Crusaders (s. 1970)
- 1990 – Đào Hồng Cẩm, nhà biên kịch, nhà văn người Việt Nam (s. 1924)
- 1995 – Trần Đình Hượu, nhà nghiên cứu văn học người Việt Nam (s. 1927)
- 1999 – Đoàn Khuê, Đại Tướng Quân đội nhân dân Việt Nam (s. 1923)
- 2007 – Ron Carey, diễn viên người Mỹ (s. 1935)
- 2008 – Nghiêm Phú Phi, nhà soạn nhạc người Việt Nam-Mỹ (s. 1930)
- 2009 – Phạm Thế Mỹ, nhạc sĩ người Việt Nam (s. 1930)
- 2013 – Aslan Usoyan, tội phạm người Gruzia-Nga (s. 1937)
- 2021 – Nguyễn Phúc Phương Mai, công chúa con vua Bảo Đại và hoàng hậu Nam Phương (s. 1937).

## Những ngày lễ và kỷ niệm
- Ngày Nhà giáo (Thái Lan)